# Paulo Roberto da Silveira Rocha
Paulo Roberto da Silveira Rocha (Porto Alegre, 27 de junho de 1951) é um ex-futebolista brasileiro. 

## Carreira
Iniciou sua carreira no futebol aos 15 anos,nas categorias de base do Grêmio Foot-Ball Porto Alegrense e por esta equipe foi campeão gaúcho infantil de 1967, bicampeão invicto juvenil em 1968 e vice-campeão em 1969.
No ano de 1970 chegou aos profissionais, não permanecendo no Grêmio Foot-Ball Porto Alegrense, sendo emprestado ao Náutico da cidade de Rio Pardo, disputando a segunda divisão do campeonato gaúcho.
Em 1971 chega em Bagé, onde defendeu o Grêmio Esportivo Bagé, permanecendo até 1979, quando aos 27 anos abandonou o futebol.
Após deixar os gramados, dedica-se exclusivamente ao magistério, formado em Educação Física começa a lecionar na Escola Estadual Waldemar Amoretty Machado, na cidade de Bagé.
No Bagé, foi bicampeão da chave 3, acesso ao campeonato gaúcho da primeira divisão, Campeão da Taça Governador do Estado em 1974 (campeão do interior). Disputou vários anos o campeonato gaúcho, em muitas oportunidades em posição de destaque entre os participantes. Além dos títulos conquistados pela equipe jalde-negra, Paulo Roberto Rocha tornou-se um dos maiores ídolos da torcida do Grêmio Bagé.

## Títulos
Bagé
- Copa Governador do Estado: 1974
- Campeonato Citadino de Bagé: 1971, 1975 e 1976
- Copa Governador Cícero Soares: 1977
- Taça Cidade de Bagé: 1976